# 镇江市中医院
镇江市中医院，是中国江苏省的一所中医院，为三级甲等医院，位于镇江市丁卯桥1号。

## 沿革
1958年8月10日，经镇江市人民政府批准，在镇江市伯先路（现镇江饭店）成立镇江市中医院，为集体所有制性质；而原六所中医联合诊所，改为市中医院五个门诊部，分布在大市口、大西路、江边、银山门、小码头。1960年7月1日，批准为公办医院。1969年，由于文化大革命爆发，医院人员下放。1974年，在大西路同德里38号复建，占地面积2636平方米，建筑面积3485平方米。1989年12月，该院搬迁至运河路105号，保留同德里门诊部，另新建5400平方米病房门诊综合楼。
1990年，经省中医药管理局评审，该院为二级甲等中医院。2007年7月，根据《镇江市卫生区域规划》要求，镇江市中医院从运河路105号迁至桃花坞10区8号。该院开放7个病区，定编床位250张，有门诊、病房、行政生活三幢楼房。2008年12月3日，经省中医药管理局评定为三级中医院。2013年5月，通过中华人民共和国中医药管理局评审，为三级甲等中医院。